# Christian Konrad Sprengel
Christian Konrad Sprengel (Brandenburg an der Havel, 22 september 1750 – Berlijn, 7 april 1816) was een Duitse theoloog, natuuronderzoeker en onderwijzer. Hij is vooral bekend om zijn studie naar de bestuiving van bloemen. Nadat Joseph Gottlieb Kölreuter had ontdekt dat bestuiving plaats kon vinden door insecten, was Sprengel de eerste die begreep dat veel bloemen speciaal waren ingericht om insecten te lokken en zo kruisbestuiving te bevorderen. Kölreuter en Sprengel gelden als de grondleggers van bloemenecologie. Sprengel was een oom van de botanicus Kurt Sprengel.
In zijn eigen tijd kreeg het werk van Sprengel weinig aandacht. Erkenning volgde pas na zijn dood toen Charles Darwin Sprengels onderzoek herontdekte en besefte dat het onderwerp van belang was voor zijn evolutietheorie, aangezien bloemen en insecten zich geleidelijk aan elkaar moesten hebben aangepast (co-evolutie). Darwin las het boek voor het eerst in november 1841 op aanraden van Robert Brown en hij noemde het later in zijn autobiografie "a wonderful book".
Darwin en andere biologen, zoals Hermann Müller, hebben veel van Sprengels observaties geverifieerd en deels bevestigd, deels gecorrigeerd (onder andere wat betreft de bestuiving van orchideeën), want zoals Darwin schreef: "[The book is] full of truth [but] with some little nonsense."
Zo had Sprengel ontdekt dat in veel gevallen kruisbestuiving door insecten noodzakelijk was voor de bevruchting van de bloemen, maar hij had niet verklaard of zich zelfs maar afgevraagd, welk voordeel planten aan deze ogenschijnlijk nutteloze omweg ontleenden. Volgens Hermann Müller was deze omissie de belangrijkste reden waarom de botanici (die zelfbestuiving als de regel zagen) zijn werk lange tijd niet serieus hadden genomen, hoewel het vol zat met "nauwkeurige waarnemingen en scherpzinnige duidingen". Darwin was tijdens het uitwerken van zijn evolutietheorie tot de conclusie gekomen dat kruisbestuiving "een belangrijke rol speelde in het constant houden van specifieke vormen".

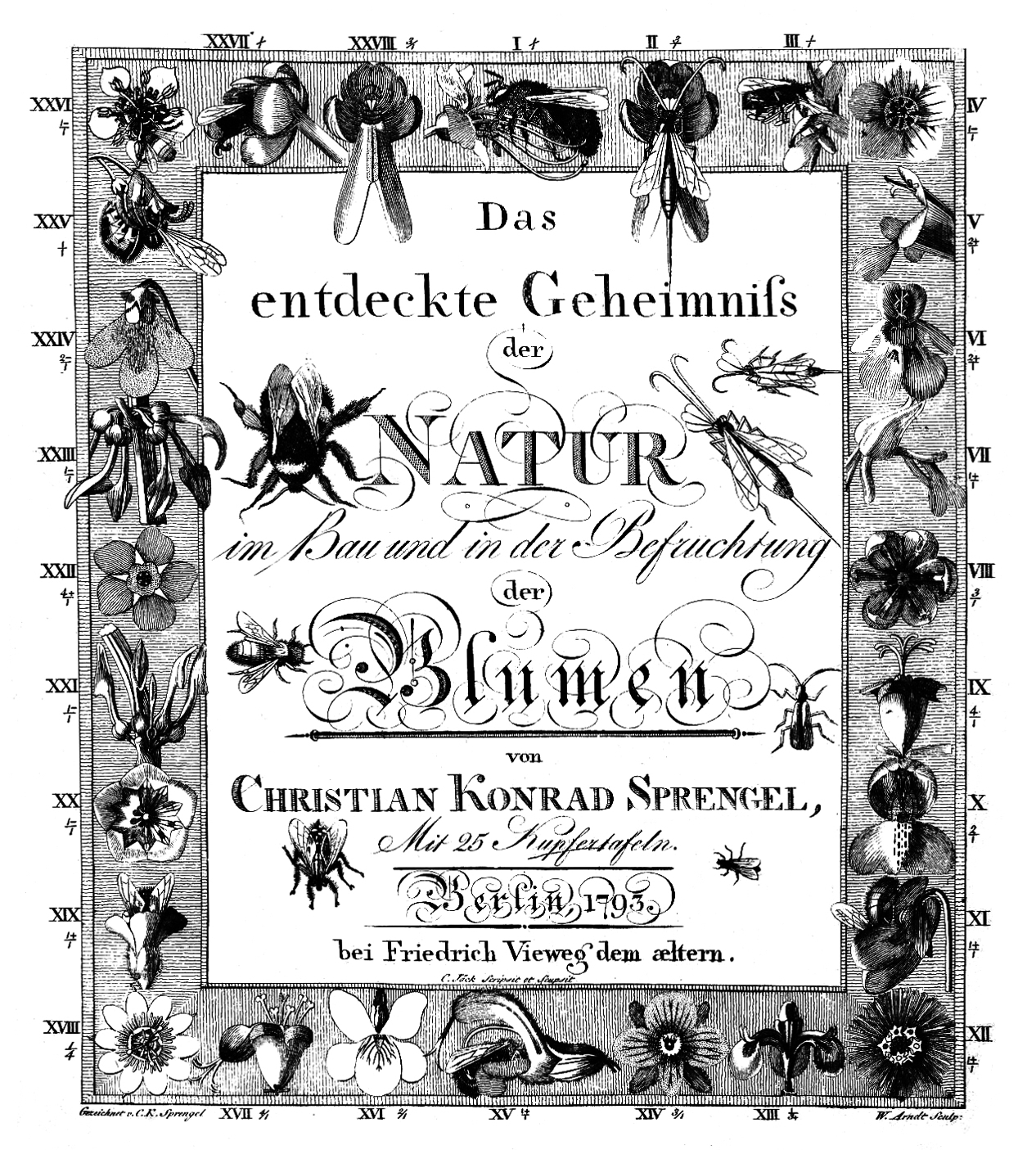
Het titelblad van Sprengels hoofdwerk, met Geheimnis in de oude spelling: Das entdeckte Geheimniß der Natur im Bau und in der Befruchtung der Blumen
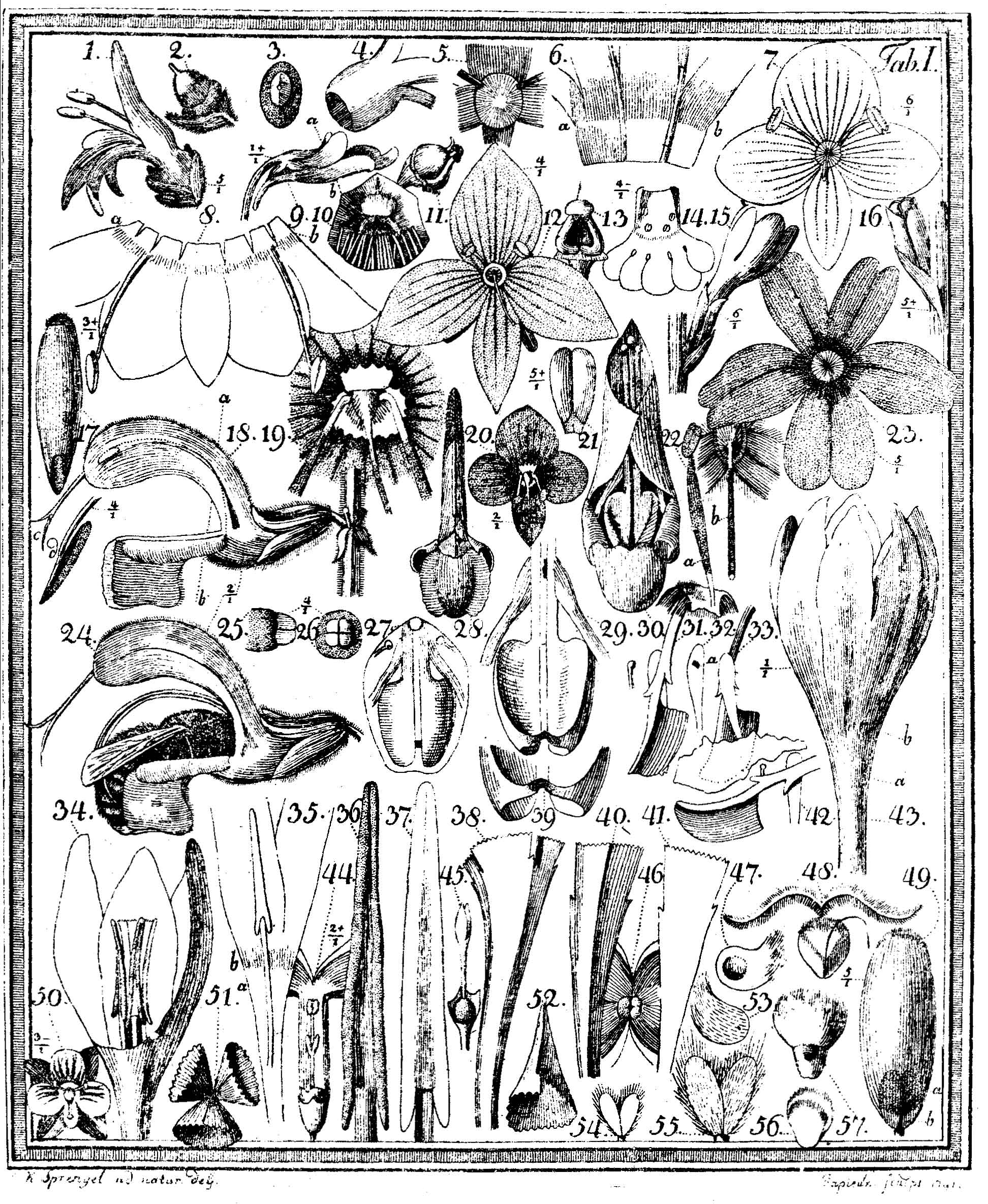
Plaat 1 uit Das entdeckte Geheimnis... met onder andere een illustratie van de bestuiving van Veldsalie door een hommel (nr. 24)

## Publicaties
- Das entdeckte Geheimnis der Natur im Bau und in der Befruchtung der Blumen, 1793, Berlijn
  - Online te lezen op botanicus.org
  - Het exemplaar van Darwin met aantekeningen in de marge op biodiversitylibrary.org
  - PDF van het volledige boek op Wikipedia Commons

- Die grundlegende Arbeit für die Lehre von der Bestäubung der Blüten und Insekten; die Nützlichkeit der Bienen und die Notwendigkeit der Bienenzucht, von einer anderen Seite dargestellt, 1811